# Vkrcanje za Kitero
Vkrcanje za Kitero (francosko L'embarquement pour Cythère) je slika francoskega slikarja Jean-Antoina Watteauja.
Znana je tudi kot Potovanje na Kitero in Romanje na otok Kitera. Watteau je to delo predložil Kraljevi akademiji za slikarstvo in kiparstvo kot svoje sprejemno delo leta 1717. Slika je zdaj v pariškem Louvru. Drugo različico dela, včasih imenovano Romanje na Kitero, da bi jo razlikovali, je naslikal Watteau okoli leta 1718 ali 1719 in je v palači Charlottenburg v Berlinu. Najstarejša in najmanjša različica je nastala leta 1710 in je v Städelu v Frankfurtu ob Majni.
Vse tri slike prikazujejo imenitno družbo mladih ljudi, zbranih na bregu kot na odru. Zdi se, kot da čakajo; ni prepoznavnega skupnega delovanja. Jean-Antoine Watteau je črpal navdih iz komedije Trije bratranci Dancourta, ki je bila premierno uprizorjena v Parizu leta 1700.
S temi tako imenovanimi slikami Fête galante je Watteau ustvaril novo slikovno tradicijo, za katero sta bila vzor Rubens in zlasti njegova slika Vrt ljubezni. Z njimi pa je Watteau utemeljil slikarsko tradicijo upodabljanja družabnega življenja na vrtu, ki je bila formativna vse do impresionistov.

## Predmet
Slika prikazuje fête galante; ljubezensko praznovanje ali zabava, v kateri uživa francoska aristokracija po smrti Ludvika XIV., ki se na splošno obravnava kot obdobje razsipnosti in užitka ter miru po mračnih zadnjih letih prejšnje vladavine.
Delo slavi ljubezen, s številnimi amorji, ki letajo okoli parov in jih potiskajo bližje skupaj, pa tudi s kipom Venere (boginje ljubezni). V ospredju so trije pari ljubimcev. Medtem ko je par na desni ob kipu še vedno vključen v svoje strastno srečanje, se drugi par dvigne, da bi sledil tretjemu paru po hribu navzdol, čeprav se ženska tretjega para nežno ozira proti boginjinemu svetemu gaju. Levo ob vznožju hriba se na zlato barko pripravlja še nekaj srečnih parov. S svojimi lahkimi in rahlimi potezami čopiča meglena pokrajina v ozadju ne daje nobenih namigov o letnem času ali o tem, ali je zora ali mrak.
Velikokrat je bilo ugotovljeno, da se zdi, da ljudje na otoku bolj odhajajo kot prihajajo, še posebej, ker so se že združili številni umetnostni zgodovinarji z različnimi interpretacijami alegorije potovanja na otok ljubezni. Sam Watteau namenoma ni dal odgovora.
V antičnem svetu je Kitera, eden od grških otokov, veljal za rojstni kraj Venere, boginje ljubezni. Tako je otok postal svet boginji in ljubezni. Vendar pa so motiv Kitere morda navdihnile nekatere opere iz 17. stoletja ali ilustracija manjše igre. V pesmi Florenta Cartona Dancourta Trije bratranci (Les Trois Cousines) dekle, oblečeno v romarko, stopi iz zbora in povabi občinstvo, naj se ji pridruži na potovanju do otoka, kjer bo vsak spoznal svojega idealnega partnerja. Domneva se, da Watteaujevi Igralci Comédie-Française (okoli 1711 ali kasneje) vsebujejo portrete igralcev za to igro.

## Zgodovina
Okoli leta 1710 je Watteau naslikal svojo prvo, bolj dobesedno različico motiva, ki je kljub temu kompozicijsko podobna sliki iz Louvra. To delo je zdaj v Städtische Galerie im Städelschen Kunstinstitut v Frankfurtu ob Majni.
Ko je bil Watteau leta 1714 sprejet za člana Akademije, se je od njega pričakovalo, da bo predstavil običajno delo za sprejem. Čeprav mu je bila dana nenavadna svoboda pri izbiri motiva za slikanje, je njegova neoddaja dela prinesla več očitkov. Medtem je Watteau delal po številnih zasebnih naročilih, ki mu jih je prinesel naraščajoči ugled. Končno je januarja 1717 Akademija poklicala Watteauja na nalogo in avgusta istega leta je predstavil svojo sliko, ki je bila hitro naslikana v preteklih osmih mesecih.
Slika je povzročila, da je Akademija izumila novo klasifikacijo zanjo, saj je bila tema osupljiva in nova. To je povzročilo fête galantes (elegantne zabave ali zabave na prostem), žanr, ki so ga kasneje izvajali posnemovalci Watteauja, kot sta Jean-Baptiste Pater in Nicolas Lancret. Medtem ko je ustanovitev nove kategorije priznala Watteauja kot začetnika žanra, je tudi preprečila, da bi bil priznan kot zgodovinski slikar, najvišji slikarski razred in edini, iz katerega so izhajali profesorji akademije. Charles-Antoine Coypel, sin takratnega direktorja, je kasneje dejal: »Očarljive slike tega milostnega slikarja bi bile slabo vodilo za tistega, ki bi želel slikati Apostolska dela.«

## Priljubljenost
V letih po Watteaujevi smrti je njegova umetnost šla iz mode. Med francosko revolucijo, približno osemdeset let po tem, ko je bilo delo naslikano, so bile njegove upodobitve razkošno postavljenih pastoralnih eskapad povezane s starimi časi monarhije in lahkomiselne aristokracije. To posebno delo, ki je vstopilo v zbirko Louvra leta 1795, so uporabljali študentje umetnosti za vadbo tarč; poročilo Pierre-Nolasque Bergereta (1782–1863) opisuje študente risanja, ki so vanj metali krušne pelete. V začetku 19. stoletja jo je bil kustos v Louvru prisiljen shraniti do leta 1816, da bi jo zaščitil pred jeznimi protestniki. Šele leta 1830 sta se Watteau in rokoko vrnila v modo.

## Izpeljana dela
Leta 1904 je Claude Debussy napisal skladbo za solo klavir z naslovom L'isle joyeuse, ki jo je morda navdihnila slika; barvita in briljantna klavirska glasba prikazuje ekstazo zaljubljencev. Štiri desetletja pozneje je Debussyjev rojak Francis Poulenc napisal živahno skladbo za dva klavirja, ki je za naslov prevzela ime slike, L'Embarquement pour Cythere.

## Film
Les secrets de la fête galante. Le pèlerinage à l'île de Cythère, film Alaina Jauberta iz serije Palettes (1995).